# Фалконара Маритима
Фалконара Маритима (итал. Falconara Marittima) насеље је у Италији у округу Анкона, региону Марке.
Према процени из 2011. у насељу је живело 25948 становника. Насеље се налази на надморској висини од 15 м.

## Становништво
Према резултатима пописа становништва 2011. у општини је живело 26.710 становника.
| 1936.  | 1951.  | 1961.  | 1971.  | 1981.  | 1991.  | 2001.  | 2011.  |
| ------ | ------ | ------ | ------ | ------ | ------ | ------ | ------ |
| 10.056 | 13.157 | 16.545 | 24.140 | 29.122 | 30.105 | 28.349 | 26.710 |